# MRPL10
La proteína ribosómica mitocondrial L10 de la subunidad grande 39S, es una proteína que en humanos está codificada por el gen MRPL10 ubicado en  17q21.32.
Las proteínas ribosómicas mitocondriales en los mamíferos están codificadas por genes nucleares y ayudan en la síntesis de proteínas dentro de la mitocondria. 
Los  ribosomas mitocondriales (mitorribosomas) consisten en una subunidad 28S pequeña y una subunidad 39S grande. Tienen una composición estimada de proteína a ARNr del 75 % en comparación con los ribosomas procarióticos, donde esta proporción se invierte. Otra diferencia entre los mitorribosomas de mamíferos y los ribosomas procarióticos es que estos últimos contienen un ARNr 5S. 
Entre las diferentes especies, las proteínas que comprenden el mitorribosoma difieren mucho en secuencia y, a veces, en propiedades bioquímicas, lo que impide un fácil reconocimiento por homología de secuencia. 
El gen MRPL10 ubicado en 17q21.32, codifica una proteína de la subunidad grande 39S, del ribosoma mitocondrial humano. El análisis de secuencia identificó dos variantes de transcripción que codifican diferentes isoformas. Un pseudogén correspondiente a este gen se encuentra en el cromosoma 5q. 